# Strepsinoma
Strepsinoma és un gènere d'arnes de la família Crambidae. Va ser descrita per Edward Meyrick el 1897.

## Taxonomia
- Strepsinoma albimaculalis Rothschild, 1915
- Strepsinoma albiplagialis Rothschild, 1915
- Strepsinoma amaura Meyrick, 1897
- Strepsinoma aulacodoidalis Rothschild, 1915
- Strepsinoma croesusalis (Walker, 1859)
- Strepsinoma ectopalis Hampson, 1897
- Strepsinoma foveata Turner, 1937
- Strepsinoma grisealis Rothschild, 1915
- Strepsinoma sphenactis Meyrick, 1897
- Strepsinoma tetralitha (Hampson, 1917)